# Kwiatkówka
Kwiatkówka (do 1966 Kolonia Świńsko) – wieś w Polsce położona w województwie łódzkim, w powiecie tomaszowskim, w gminie Tomaszów Mazowiecki. 
Nazwa Kwiatkówka została wprowadzona Zarządzeniem nr 74 Prezesa Rady Ministrów z dnia 10 grudnia 1966 r. w sprawie zmiany i ustalenia nazw niektórych miejscowości i zastąpiła poprzednią nazwę kolonii Świńsko. W latach 1975–1998 miejscowość administracyjnie należała do województwa piotrkowskiego.

## Zabytki
Według rejestru zabytków Narodowego Instytutu Dziedzictwa na listę zabytków wpisane są obiekty:
- zespół dworski, 2 poł. XIX w., nr rej.: 380 z 17.03.1987:
  - dwór
  - park